# Laura Lio
Laura Lio Martorelli (Buenos Aires, Argentina 1967) es una artista argentina residente en Madrid, España, desde el año 1990. Mantiene doble nacionalidad, argentina y española. Su obra artística la expresa con diversos lenguajes del arte como el grabado, el dibujo, la escultura y las instalaciones.

## Formación
Estudió Escultura en la Escuela Superior de Bellas Artes “Ernesto de la Cárcova” de Buenos Aires. En España completa su formación licenciandóse en Grabado en la Universidad Complutense de Madrid en 1997. Realizó un Máster de investigación en la misma universidad UCLM en 2011, completó su formación realizando un doctorado en el año 2012 con una tesis titulada "Los otros arquitectos, como y que construyen" con un subtítulo: "Artistas y arquitectos contemporáneos cuyo trabajo hace referencia a la construcción animal.

## Investigación y docencia
En 2012 finalizó su Tesis Doctoral sobre la relación de las construcciones de los animales con las artes plásticas y la arquitectura, en la Universidad de Castilla-La Mancha. En el 2018 participó en el proyecto Art meets Science en Harlösa, Suecia, a través de ARNA, donde investigó sobre las líneas de convergencia y las metodologías de los procesos artísticos y científicos.
Desde el año 2010 hasta el 2015 trabajó como Profesora Asociada en la Facultad de Bellas Artes de Cuenca, donde impartió docencia en Grado y en el Máster Universitario de Prácticas Artísticas y Visuales. Ha dictado conferencias en las Facultades de Bellas Artes de Berlín Weissensea y en la Facultad de Bellas Artes de Helsinki. Ha sido invitada a dar charlas y conferencias, en la Schader Foundation Darmstadt, 2016, y en el Máster internacional de Estudios Visuales: Medio Ambiente y Naturaleza, Universidad de Lund, Suecia, 2019.
Así mismo ha organizado talleres tanto en instituciones, como en la Sala de Arte Joven de la Comunidad de Madrid y en su propio estudio.

## Trayectoria artística
Desde  los años 90 se dedica a la investigación ya la creación en artes plásticas, en concreto en la sinestesia entre la imagen, la palabra poética y el sonido. Ha realizado esculturas, instalaciones, proyectos para espacios específicos y trabajado abundantemente sobre papel en dibujo, artes gráficas y libros de artista. Trabaja con formas ligeras con un  punto de inestabilidad que les confiere un aspecto entre delicado y dinámico, construidas con materiales aparentemente frágiles.  Además, de a la escultura y su práctica en espacios expositivos y en el espacio público, el land art y su integración con la arquitectura del paisaje. A su vez realiza instalaciones y proyectos específicos que dialogan espacial y poéticamente con la arquitectura, la historia social y la memoria del lugar. .
En el año 2011 inaugura su NavEstudio Laura Lio en Madrid, lugar de encuentro y cruce de caminos de distintas disciplinas: artes plásticas, poesía, música, edición, etc. Y también crea su editorial de Libros de artista PEZPLATA EDICIONES, proyecto que le permite combinar la palabra poética con las artes gráficas y plásticas. 
Se encuentran en proceso de edición los próximos dos libros de artista.

## Exposiciones

### individuales
- 2019-  CAB Centro de Arte Caja de Burgos, Burgos[3][4]
- - Galería Artur Ramón, Barcelona
- 2015-  Sala La Gallera, Valencia
- 2014-  Fundación Antonio Pérez, Cuenca
- 2013-  Castillo de Santa Catalina, Cádiz
- 2010-  Galería Antonio Machón, Madrid.
- 2007-  Galería Antonio Machón, Madrid
- 2006-  Casa de la Entrevista, Alcalá de Henares
- 2005-  Galería Antonio de Barnola, Barcelona
- 2003- Museo Barjola, Gijón
- 2002- Galería Van der Voort, Ibiza
- Galería Enes arte contemporáneo, Lisboa
- 2001- Galería May Moré, Madrid
- 1999- Galería Monogramma, Roma
- Galería May Moré, Madrid
- Galería Ática, Buenos Aires
- 1998- Galería Dialogue, París
- 1997- Galería Estación Central, Madrid
- 1994- Centro Cultural La Vidriera, Cantabria
- 1989- Galería En Flores, Buenos Aires

### Colectivas
- Su obra se ha incluido en importantes exposiciones colectivas:
- 2012 en “Figuras de la exclusión. Una mirada desde el género ”, Museo Patio Herreriano de Arte Contemporáneo Español, Valladolid.
- en “El retorno de lo imaginario. Realismos entre el XIX y el XXI ”, MNCARS, Madrid;
- y en “Sinergias, Arte latinoamericano contemporáneo”, Museo Extremeño e Iberoamericano de Arte Contemporáneo, expuesta en el MEIAC, Badajoz, y en el MACUF en La Coruña.
- 2009 en “Nieve sobre nieve”, integrada por Laura Lio y Eva Lootz, Galería arteSonado, La Granja, Segovia.
- 2008 en el "Concurso Internacional para Jóvenes Escultores", Fundación Arnaldo Pomodoro, Milán, Italia;  en “Becarios Endesa 9”, Museo de Teruel.
- 2007: “No hay arte sin obsesión”, Colección Circa XX, Fundación Antonio Pérez, Cuenca.
- 2004: Museo Goya, Castres, Francia, y Casa de Velázquez, Madrid.
- 2002: “Espacio”, Galería Marlborough, Madrid; y en la exposición “Extranjeros, los otros artistas españoles”, Museo de Arte Contemporáneo Esteban Vicente, Segovia, entre otras.
- Su exposición más completa de las realizada en los últimos años es la celebrada en el Cab de Burgos.

## Land Art
Varias de sus esculturas se encuentran en espacios públicos. Fue seleccionada en proyectos de land art como el Odenwald (Darmstadt, Alemania)
(https://iwz.waldkunst.com),
el Parco di Arte Contemporánea 180, Centro Franco Basaglia (Livorno, Italia)
y en Strömsfors, Suecia.
En los años 1994 y 1995 realizó dos esculturas en granito en O Grove, Pontevedra, que se encuentran en dicha ciudad.

## Obras en Museos y Colecciones
- Museo Nacional Centro de Arte Reina Sofía, Madrid[8]
- Museo Municipal de Arte Contemporáneo, Madrid
- Museo del Patio Herreriano, Valladolid[9]
- Colección Coca-Cola de Arte Contemporáneo
- Ministerio de Asuntos Exteriores, Madrid
- Congreso de Diputados, Madrid
- Colección de Arte Contemporáneo Unión Fenosa
- Biblioteca Nacional, Gabinete de Estampas, Madrid[10]
- Ministerio de Cultura, Colegio de España en París
- Caja Madrid, Obra Cultural
- Ayuntamiento de O Grove, Pontevedra
- Museo del Grabado Español Contemporáneo, Marbella
- Academia Española de Historia, Arqueología y Bellas Artes, Roma
- Museo Postal y Telegráfico, Madrid
- Museo de Obra Gráfica del Cabildo Insular de La Palma, Islas Canarias
- Centro Cultural La Vidriera, Cantabria
- Colección Circa XX
- Museo de Torrelaguna
- Fundación Endesa, Madrid
- Museo de Teruel, Teruel

## Reconocimientos: Premios y becas
- En 1997 fue premiada con la Beca de la Academia de España en Roma;
- en 1998 con Beca para la Creación en Artes Plásticas, Colegio de España en París del Ministerio de Cultura de España
- [11] En 2005 la Fundación Rockefeller de Nueva York le otorga una beca  para residir en Bellagio Study and Conference Center, Italia.
- En el año 2006 recibe la Beca Endesa para Artes Plásticas de la Diputación de Teruel.[12]
- En el 2013, una beca de residencia en la Fundación Bogliasco, Italia[13]
- En 2013 recibe una beca del Gobierno de México para la realización de una estancia y un Proyecto de Creación Artística en dicho país.
- En el 2016 se realiza una estancia de Creación en China, proyecto organizado por la Calcografía Nacional y el Instituto Cervantes de Pekín.